# Kalište
Kalište (cyr. Калиште) – wieś w Serbii, w okręgu braniczewskim, w gminie Malo Crniće. W 2011 roku liczyła 421 mieszkańców.